# 澳南沙锥
，也称拉氏沙锥、大地鷸、大田鷸，为鹬科沙锥属的鸟类。
2022年，为避免对其分布范围产生误解，“中国鸟类名录”10.0版将澳南沙锥的中文名修改为拉氏沙锥。

## 特征
澳南沙锥体重约151.31克，翼长约151毫米，嘴峰长约73.1毫米，喙宽度约5毫米，喙厚度约7.7毫米，跗蹠长约34.9毫米，尾长约60.8毫米。澳南沙锥是候鸟，其栖息在开放的人工改造的环境中，食性为肉食性，主要食物来源是水生动物。

## 分布
库页岛和日本；越冬于东澳大利亚、塔斯马尼亚、新几内亚越冬。在中国大陆，分布于东北等地。该物种的模式产地在澳大利亚。